# Władimir Władimirow
Władimir Nikiforowicz Władimirow (ros. Владимир Никифорович Владимиров, ur. 1906 w obwodzie moskiewskim, zm. 12 stycznia 1994 w Moskwie) – funkcjonariusz radzieckich organów bezpieczeństwa, generał major.

## Życiorys
Syn rosyjskiego chłopa. W 1918 skończył szkołę podstawową. Od lutego 1919 do października 1921 kurier w Armii Czerwonej, później kurier Zarządu Banku Państwowego RFSRR/ZSRR, w latach 1922-1931 członek Komsomołu, od listopada 1924 do czerwca 1925 pracownik gminnej organizacji komsomolskiej w obwodzie moskiewskim, od lipca 1925 do stycznia 1930 inspektor moskiewskiego biura Banku Państwowego ZSRR. Od maja 1928 członek WKP(b), od kwietnia do listopada 1931 konsultant krajowego biura Banku Państwowego w Niżnym Nowogrodzie, później konsultant zjednoczenia wszechzwiązkowego. Od kwietnia do października 1932 żołnierz Armii Czerwonej, od listopada 1932 funkcjonariusz OGPU, od maja 1935 pełnomocnik operacyjny Oddziału 11 Wydziału Ekonomicznego Głównego Zarządu Bezpieczeństwa Państwowego, pomocnik szefa Oddziału 2 Wyziału 3 Głównego Zarządu Bezpieczeństwa Państwowego, od 11 grudnia 1935 porucznik bezpieczeństwa państwowego. Od 1 września 1937 zastępca szefa Oddziału 2 Wydziału 3 Głównego Zarządu Bezpieczeństwa Państwowego, od czerwca do listopada 1938 szef Oddziału 7 Wydziału 3 Głównego Zarządu Bezpieczeństwa Państwowego, od listopada 1938 do czerwca 1939 szef oddziału wydziału Głównego Zarządu Ekonomicznego NKWD ZSRR, od 20 czerwca 1939 do 26 lutego 1941 szef Wydziału 5 (Specjalnego) NKWD ZSRR, 14 marca 1940 awansowany na kapitana bezpieczeństwa państwowego. Od 26 lutego do 31 lipca 1941 szef Wydziału Ochrony Państwowej NKWD ZSRR, od 31 lipca 1941 do 4 maja 1943 szef 6 Wydziału Specjalnego NKWD ZSRR, od 11 maja 1942 major, a od 14 lutego 1943 pułkownik bezpieczeństwa państwowego. Od 4 maja 1943 do 8 kwietnia 1946 szef Wydziału 3 Specjalnego NKWD/MWD ZSRR, 16 maja 1944 mianowany komisarzem bezpieczeństwa państwowego, a 9 lipca 1945 generałem majorem. Od 8 kwietnia 1946 do 12 października 1950 szef Zarządu MWD obwodu gorkowskiego (obecnie obwód niżnonowogrodzki), od 12 października do 14 grudnia 1950 szef Wydziału 7 Specjalnego MWD ZSRR, od grudnia 1950 do lipca 1953 szef wydziału Sekcji Wojskowej nr 04201 1 Zarządu Głównego przy Radzie Ministrów ZSRR, później szef wydziału Głównego Zarządu Budowy Przyrządów Ministerstwa Budowy Maszyn Średnich ZSRR.

## Odznaczenia
- Order Lenina
- Order Czerwonego Sztandaru Pracy
- Order Czerwonej Gwiazdy (trzykrotnie, m.in. 20 września 1943 i 24 lutego 1945)
- Order „Znak Honoru” (26 kwietnia 1940)
- Odznaka „Honorowy Funkcjonariusz Czeki/GPU (XV)” (9 maja 1938)
- Odznaka „Zasłużony Funkcjonariusz MWD” (2 listopada 1948)